# Càrn Dearg (Loch Ossian)
Der Càrn Dearg ist ein als Munro und Marilyn eingestufter, 941 Meter hoher Berg in Schottland. Sein gälischer Name kann in etwa mit Roter spitzer Berg übersetzt werden.
Er liegt auf der Grenze zwischen den Council Areas Highland und Perth and Kinross in den Grampian Mountains östlich von Fort William zwischen Loch Ossian und Loch Ericht in einer einsamen und unbesiedelten Berglandschaft nordöstlich von Rannoch Moor. Östlich benachbart liegt der ebenfalls als Munro eingestufte Sgòr Gaibhre.

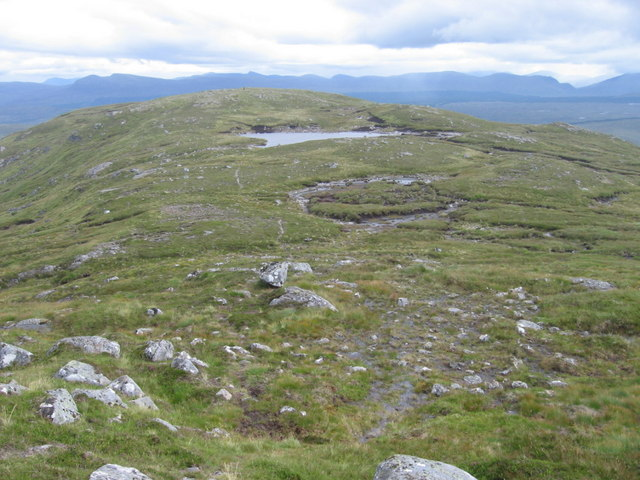
Die flache Kuppe des Sròn Leachd a’ Chaorainn am Ende des Südgrats

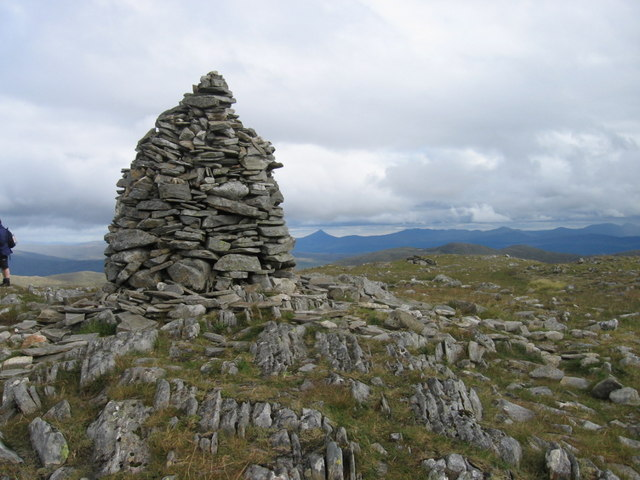
Der Gipfelcairn des Càrn Dearg

Der Càrn Dearg ist der höchste Punkt eines in etwa in Nord-Süd-Richtung laufenden breiten Bergzugs, der mit dem Meall na Leitire Duibhe, dem etwa 800 Meter hohen Ende des Nordwestgrats des Càrn Dearg beginnt. Vom breiten runden Gipfel des Càrn Dearg verläuft der Grat rund vier Kilometer in Richtung Süden bis zum etwa 730 Meter hohen Sròn Leachd a’ Chaorainn. Ein kurzer Ostgrat läuft im breiten Bealach Màm Ban aus, an den sich nach Osten der Sgòr Gaibhre anschließt. 
Aufgrund seiner Lage in unbewohntem Bergland abseits öffentlicher Straßen wird der Càrn Dearg eher selten bestiegen. Munro-Bagger besteigen ihn oft gemeinsam mit dem etwa drei Kilometer östlich liegenden Sgòr Gaibhre. Üblicher Ausgangspunkt für eine Besteigung des Càrn Dearg ist der Bahnhof Corrour an der West Highland Line. Von dort führt der Weg über die Jugendherberge am Westufer von Loch Ossian und dann oberhalb des Ufers ansteigend zum Nordwestgrat des Càrn Dearg. Über diesen wird der durch einen Cairn markierte Gipfel erreicht. Ein weiterer, jedoch deutlich entfernter liegender Ausgangspunkt ist der Bahnhof Rannoch. Von diesem aus führt der Weg durch das breite Tal des Allt Eigheach, dem nördlichen Zufluss von Loch Eigheach, zuletzt weglos, bis zum Màm Bàn und über den Ostgrat zum Gipfel. Über den Màm Ban besteht zudem ein Übergang zum Sgòr Gaibhre. 